# Головна складчастість
Головна складчастість — перша дійсно велика складчастість у ході розвитку геосинклінальної системи.
У сучасному розумінні головна складчастість — це складчастість, що завершує розвиток геосинклінальних систем і складає переломну епоху, після якої на місці цих систем розвиваються орогенні або платформні області (Штілле, 1924).